# Lumes
Lumes település Franciaországban, Ardennes megyében. Lakosainak száma 1103 fő (2022. január 1.). Lumes Les Ayvelles, Chalandry-Elaire, Nouvion-sur-Meuse, Saint-Laurent, Villers-Semeuse, Ville-sur-Lumes és Vivier-au-Court községekkel határos.

## Népesség
A település népességének változása:
| Lakosok száma | 951  | 1116 | 1251 | 1144 | 1172 | 1168 | 1142 | 1126 | 1114 | 1103 |
|               | 1968 | 1982 | 1990 | 2006 | 2013 | 2015 | 2017 | 2019 | 2020 | 2022 |